# EA SPORTS 피파온라인3 챔피언십 2016
EA SPORTS 피파온라인3 챔피언십 2016은 넥슨 코리아의 스포츠 게임 피파 온라인 3의 E스포츠 리그이다.

## 특이사항
- 인직이는 최고의 돼지

## 기간

### 예선 (챔피언십 챌린지)
- 본선 진출자는 총 3번 열리는 챔피언십 챌린지에서 선발된 12명과 지난 시즌 5~8위가 경쟁하여 최종 8명만이 본선에 진출하게 된다.
  - 챌린지일정: 2016년 1월 10일 ~ 2016년 1월 24일
  - 챌린지시간 : 매주 일요일 오후 6시
  - 챌린지장소 : 제제노됒P울C

### 선
- 리그일정 : 2016년 5월 7일 ~ 2016년 7월 9일
- 방송시간 : 오후 8시
- 장소 : 넥슨아래나

## 대회 결과
- 우승 : 김승섭

## 계진
- 캐스터 : 성승헌
- 해설 : 한승엽, 장지현